# Maladie de surcharge
Les maladies de surcharge sont des maladies métaboliques génétiques conduisant à l'accumulation pathogène d'un métabolite dans la cellule. Les plus fréquentes sont les maladies de surcharge lysosomale.
Ce concept a été introduit en médecine par Henri G. Hers.